# Iglesia de San Andrés (Villambrosa)
La iglesia de San Andrés es un edificio situado en el concejo español de Villambrosa, en la provincia de Álava.

## Descripción
El edificio se encuentra en el concejo español de Villambrosa, del municipio de Ribera Alta, perteneciente a la provincia de Álava, en la comunidad autónoma del País Vasco. Se menciona como iglesia parroquial del lugar en el decimosexto y último volumen del Diccionario geográfico-estadístico-histórico de España y sus posesiones de Ultramar de Pascual Madoz, donde aparece descrita con las siguientes palabras: «igl. parr. (San Andrés) servida por un beneficiado de ración entera». En el tomo de la Geografía general del País Vasco-Navarro dedicado a Álava y escrito por Vicente Vera y López, se dice lo siguiente: «Su parroquia, dedicada á San Andrés, es de categoría rural de segunda clase, perteneciente al arciprestazgo de La Ribera. Cuando se cobraban los diezmos, de ellos se hacían tres partes, una para el Rey, otra para los canónigos de Valpuesta y la tercera para el beneficiado que desempeñaba la parroquia».